# ADF-11
ADF-11は、バンダイナムコエンターテインメントのPlayStation 4/Xbox One/Steam用フライトシューティングゲーム『ACE COMBAT 7 SKIES UNKNOWN』に登場する架空の軍用機。本項では試作機のADFX-10や、ウイングユニットのRAW-Fを装備したタイプ、およびウェポンUAVも扱う。

## 概要
ADF-11はオーシア連邦のノースオーシア・グランダーI.Gとエルジアのエルジア航空宇宙局（EASA）によって開発された第7世代戦闘機である。EASAは第7世代戦闘機におけるADFシリーズのコンセプトを「究極のサバイバリティ」と定義し、グランダー社と共同して母体となる自律型無人機モデルと少数の有人機モデルの2種を計画した。本機はグランダー社がその前身となる南ベルカ国営兵器産業廠時代から開発してきたADFシリーズに連なる機体で、ADFは「Advanced Dominance Fighter」の略称である。

## 構造
機体はノーズユニットと呼ばれる本体と、ウイングユニットと呼ばれる追加兵装で構成される。作戦に合わせたウイングユニットを装備することで、制空戦闘機から対地爆撃機、電子偵察機など任務遂行に適切な多用途性を単機で実現している。自律無人機モデルと有人機モデルが存在するが、無人機モデルに限り、機体が著しく損壊した場合にウイングユニットを切り離し、ストレーキだった部分を変形させて前進翼の主翼とし、カナードの部分は尾翼へと役割を変化させることでノーズユニットのみで飛行することが可能である。これは独力で後方の安全な基地まで離脱し、戦闘AIの蓄積経験値の消失を避けることを目的として考案された。このためノーズユニットには簡易的なランディングスキッドしか装備されておらず、ランディングギアはウイングユニットに依存する。
自律無人機モデルにはグランダー社が長年に渡り続けてきた人工知能開発計画のZ.O.E.（Zone of Endless）が適用され、学習型管制AIの実装に力点が置かれた。グランダー社はEASAの実験基地に主席研究員のシュローデル博士を出向させ、エルジアのエースパイロットであるミハイ・ア・シラージの戦闘機動からデータを取らせた。学習型管制AIにパイロットの戦闘機動を深層学習させ、無人機として最適な機体制御と行動を決定する自己成長プログラムによってより一層の強化を目的としていた。蓄積されたデータはセキュリティ上の観点から通常の戦術データリンクは使用せず、航空基地や通信基地に設置された特定のミリ波アンテナで交信された。機首側面にはZ.O.E.のロゴが描かれている。

## ウイングユニット
RAW-F
ウイングユニットのバリエーションのひとつで、格闘戦に特化した追加装備である。巨大な主翼と2基の推力偏向ノズルを持ったエンジン、ウェポンベイからなる。
主翼は全体的にダブルデルタ翼に近い形をとる。また、翼端は下向きのウイングレットが備わっている。主翼の下にはハードポイントがあり、パイロンを備えることでミサイルやUAVの装備が可能である。無尾翼機であるため、ヨーイングにはノーズユニット部分のカナードと主翼の翼端側に位置するドラッグラダーを用いる。胴体下部にはベントラルフィンがあり飛行時に展開する。

## 型式
ADFX-10
無人機における機動性と飛行制御、およびウイングユニットのひとつであるRAW-Fの着脱機能のデータを得ることを目的として開発された試験用の機体で、ノーズユニットを担う。ユージア大陸東部のEASA実験基地で少数が製造された。機体色は白く、従来機のキャノピーに相当する部分は全面的に装甲化されており、機首にはレーダーと赤外線探査装置を持ち、機体全体にはスマートスキンが施されている。ADF-11が持つ光学式複合外部センサーを持たず、武装もパルスレーザー砲ではなく実体弾の機関砲となっている。
2019年8月5日、EASA実験基地で試験飛行を実施していた本機の一部がボルゴデレスト南方でオーシア国防空軍のサイクロプス隊によって偵察攻撃を受けた。本機はサイクロプス隊を振り切りボルゴデレスト上空へと突入したが、現地で輸送機護衛任務に当たっていたスペア隊のトリガーと交戦、機首の機銃でミサイルを迎撃するなどの凄まじい機動を見せたが、最終的に撃墜された。
ADFX-10F プロトタイプ・レーベン（Prototype Raven）
ノーズユニットのADFX-10に格闘戦を主眼に置いたウイングユニットのRAW-Fを取り付けた機体である。ADFX-10の固定兵装である機関砲と、RAW-Fが持つミサイルベイと翼下パイロンに高機動空対空ミサイルを搭載している。ADF-11Fと異なり、本機に搭載されたRAW-Fには高出力戦術レーザーシステムを搭載していない。機体形状はADF-11Fと大きな差異はない。
模擬空戦では、わずか2分間でMQ-99無人戦闘機を単機で10機撃墜する実力を見せつけている。
ADF-11
ノーズユニット部分の完成形。機体形状はADFX-10と大差ないが、光学式複合外部センサーが搭載されたことで機首部分に差異を認めることができ、ADF-01はじめ過去のADFシリーズに酷似したデザインとなっている。武装も実体弾の機関砲からパルスレーザー砲に変更された。その影響かは不明だが、ADFX-10と違い劇中ではミサイルを機銃で迎撃する描写は見られない。
ADF-11F レーベン（Raven）
ノーズユニットのADF-11に格闘戦を主眼に置いたウイングユニットのRAW-Fを取り付けた機体である。ADF-11の固定兵装であるパルスレーザー砲に加えて、RAW-Fが持つミサイルベイに通常のミサイルを搭載し、翼下パイロンには4発の高機動空対空ミサイルか、2機のウェポンUAVを搭載している。また、RAW-Fの機首側には高出力戦術レーザーシステムが備えられている。
2019年10月31日頃、自動で稼働していた無人機生産工場からロールアウトした2機のADF-11Fはシュローデル博士によって最新バージョンのデータが反映されており、また独自の自己判断能力を獲得していた。2機は国際軌道エレベーター周辺で有志連合とエルジア軍急進派の戦闘が収束に向かいつつある中に突入し、人間離れした空戦能力によって空域内に残存していた機体を無差別に次々と撃墜していった。両機の目的は軌道エレベーターの通信機能の回復を待ってからユージア大陸中に自身のデータを反映させることにあった。両機は有志連合によってそれぞれ「フギン」と「ムニン」というコードネームが与えられた。11月1日、有志連合との戦闘で両機とも致命的な損傷を負い、ウイングユニットを切り離してノーズユニットのみで戦闘を継続したが、両機ともトリガーによって撃墜された。その過程で本機は海底トンネルの制御系にアクセスしてゲートを開閉するなど、空戦以外にも高度な自己判断能力と電子攻撃能力を見せつけた。
作中でプレイヤーが操作可能なのはこの形態の有人機モデルである。有人機仕様でも従来機のキャノピーに相当する部分が装甲化されている点は変わらず、機体表面の外部センサーから得られた情報を統合してHMDに投影するCOFFINシステムを採用している。飛行補助AI装置のコプロを搭載しており、アシストによってパイロットへの負荷を軽減しつつ、高い飛行安定性と機動性を獲得している。無人機仕様に存在するウイングユニットの切り離し能力は有人機仕様では何らかの理由で排除されている。
ウェポンUAV（Weapon UAV）
ADF-11Fに最大2機搭載される多目的小型UAVである。構想としてはパラサイトファイターに近く、戦闘時に展開させ母機と同時攻撃することで有視界戦闘において支配的な戦闘能力を発揮する。武装として照射型レーザー砲、もしくはパルスレーザー砲を装備する。
2019年11月1日、国際軌道エレベーター周辺空域の戦闘でADF-11FはウェポンUAVを展開して有志連合機と交戦した。このウェポンUAVは照射型レーザー砲を装備しており、敵機への攻撃のみならず、自機や母機に向けて発射された有志連合機のミサイルを迎撃するなど高いアクティブ防護能力を発揮する。
プレイヤーが操縦できるADF-11Fの有人機仕様ではパルスレーザー砲を搭載した本機を特殊兵装として展開することが可能で、ターゲットをロックオンして射出すると目標に向かって飛行し、パルスレーザー砲で目標を攻撃する。目標を撃破するか、敵機と3度アプローチしたあと、自動で母機となるADF-11Fのパイロンに戻る。障害物にぶつかると大破するが、弾数が残っていれば一定時間でパイロンの下で復活する。
MQ-99
エルジアが運用する小型の無人多用途戦闘機。劇中ではADF-11Fに搭載されることはなかったが、公式ブックレット『ACES at WAR A HISTORY 2019』内に、本機を翼下に2機搭載したADF-11Fのイラストが存在する。詳細な武装は不明。

## 作中の扱い
『エースコンバット7』作中にて物語中盤でADFX-10が登場する。物語終盤では自律無人型のADF-11Fが有志連合と交戦する。	2019年5月22日に有料DLC第1弾として配信され、購入することでプレイヤーも有人機仕様を操作することが可能になる。
プレイヤーが扱えるADF-11Fのカラーリングは7種類からなり、グレーを基調としたオーシアスキン、ADFX-10と同じく白色を基調としたエルジアスキン、フギンとムニンの黒いカラーを再現したスペシャルスキン、トリガーの各部隊所属時のマーキングを施したメイジスキン、スペアスキン、ストライダースキン、真紅のメタリックレッドスキンからなる。

## 立体化
2020年3月26日、ADFX-10FとADF-11Fのプラモデルがコトブキヤより発売された。両者ともにも1/144スケールで、それぞれノーズユニットも含まれる。ADF-11Fには2機分のウェポンUAVが付属する。

## その他の登場作品
『アイドルマスター スターリットシーズン』の有料DLCカタログVol.02 「スマイルフェスタ編」の一部として「ACE COMBAT 7 オリジナル衣装セット」が配信された。ADF-11Fを模したバトルスーツで、アイドル全員が着用可能である。衣装の肩まわりにはウェポンUAVが付属しており、一部の演出に合わせてパルスレーザーを発射する。

## 参考資料
- 『ACES at WAR A HISTORY 2019』『ACE COMBAT 7』限定付属  PROJECT ACES オフィシャルブック バンダイナムコエンターテインメント。